# Arhiepiscopia Vadului, Feleacului și Clujului

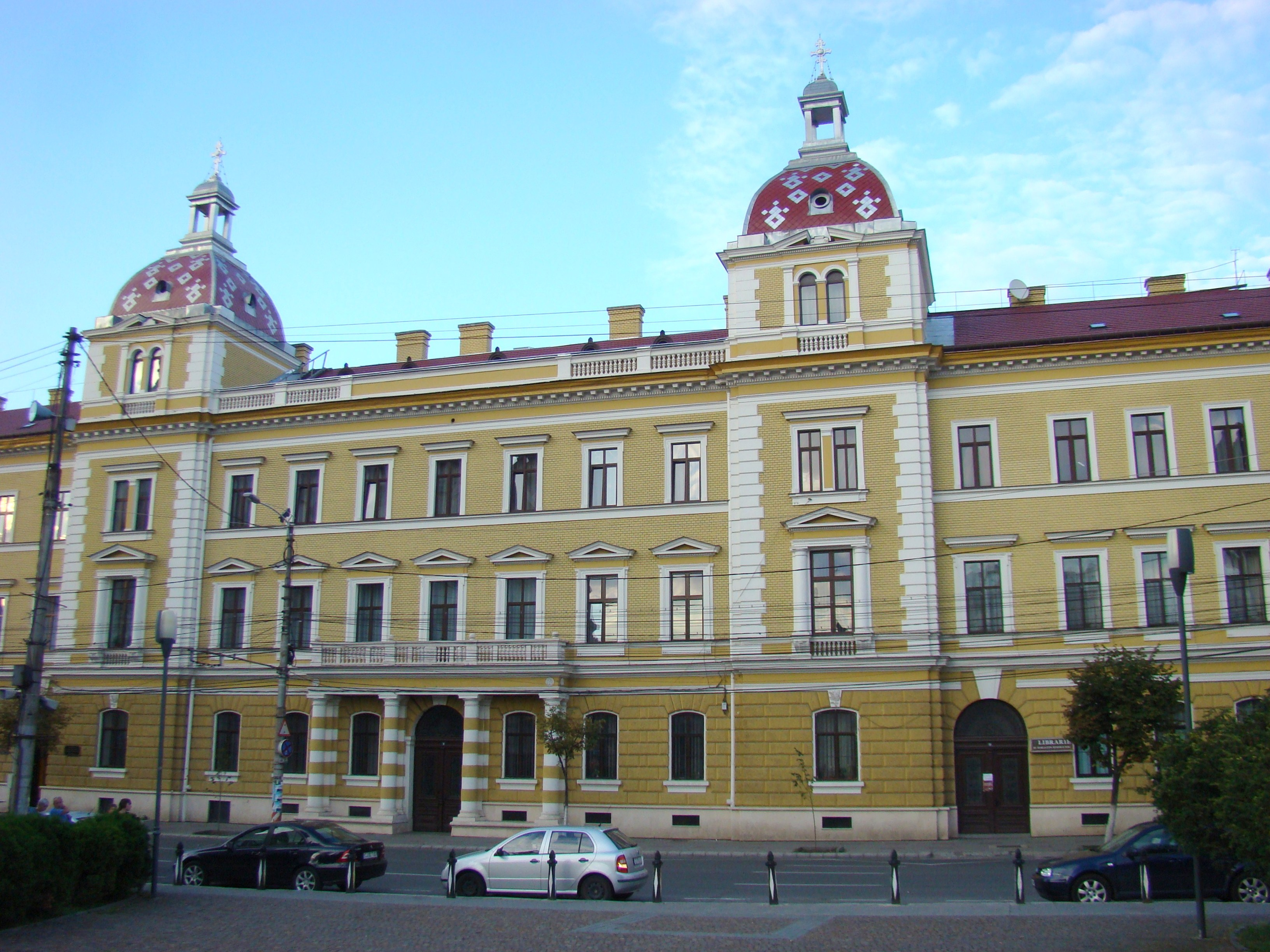
Palatul Arhiepiscopiei Ortodoxe a Vadului, Feleacului și Clujului

Stema Arhiepiscopiei Clujului

Arhiepiscopia Vadului, Feleacului și Clujului este o arhiepiscopie în cadrul Bisericii Ortodoxe Române, cu sediul episcopal în municipiul Cluj-Napoca. A fost înființată în 1921, ca episcopie sufragană a Mitropoliei Ardealului. În data 19 iunie 1973 episcopia a fost ridicată la rangul de arhiepiscopie. Din 2005 face parte din Mitropolia Clujului, Maramureșului și Sălajului.
IPSS Andrei Andreicuț a fost ales arhiepiscop și mitropolit al Clujului în ședința Sfântului Sinod din 18 martie 2011.

## Episcopi, Arhiepiscopi si Mitropoliti
- 1921-1936: Nicolae Ivan
- 1936-1957: Nicolae Colan
- 1957-1992: Teofil Herineanu
- 1993-2011: Bartolomeu Anania
- din 2011: Andrei Andreicuț

## Episcopi Vicari
- 1973-1990: Iustinian Chira (Maramureșanul)
- 1990-2011: Irineu Pop (Bistrițeanul)
- 2011-2019: Vasile Flueraș (Someșanul)
- 2020-2025: Benedict Vesa (Bistrițeanul)